# Aserbajdsjans Grand Prix 2024
Aserbajdsjans Grand Prix 2024 (officielt navn: Formula 1 Qatar Airways Azerbaijan Grand Prix 2024) var et Formel 1-løb, som blev kørt den 15. september 2024 på Baku City Circuit i Baku, Aserbajdsjan. Det var det syttende løb i Formel 1-sæsonen 2024.
Ræset blev vundet af Oscar Piastri, som hermed vandt det andet ræs i hans karriere. Resultat af ræset betød også, at McLaren tog føringen i konstruktørmesterskabet, hvilke var første gang at de var i føringen i konstruktørmesterskabet siden Australiens Grand Prix 2014.

## Kvalifikation
| Pos.               | Nr. | Kører            | Konstruktør                  | Del 1    | Del 2    | Del 3    | Grid |
| ------------------ | --- | ---------------- | ---------------------------- | -------- | -------- | -------- | ---- |
| 1                  | 16  | Charles Leclerc  | Ferrari                      | 1.42,775 | 1,42,056 | 1.41,365 | 1    |
| 2                  | 81  | Oscar Piastri    | McLaren-Mercedes             | 1.43,033 | 1.42,598 | 1.41,686 | 2    |
| 3                  | 55  | Carlos Sainz Jr. | Ferrari                      | 1.43,357 | 1.42,503 | 1.41,805 | 3    |
| 4                  | 11  | Sergio Pérez     | Red Bull Racing-Honda RBPT   | 1.43,213 | 1.42,263 | 1.41,813 | 4    |
| 5                  | 63  | George Russell   | Mercedes                     | 1.43,139 | 1.42,329 | 1.41,874 | 5    |
| 6                  | 1   | Max Verstappen   | Red Bull Racing-Honda RBPT   | 1.43,097 | 1.42,042 | 1.42,023 | 6    |
| 7                  | 44  | Lewis Hamilton   | Mercedes                     | 1.43,089 | 1.42,765 | 1.42,289 | PL1  |
| 8                  | 14  | Fernando Alonso  | Aston Martin Aramco-Mercedes | 1.43,472 | 1.42,426 | 1.42,369 | 7    |
| 9                  | 43  | Franco Colapinto | Williams-Mercedes            | 1.43,138 | 1.42,473 | 1.42,530 | 8    |
| 10                 | 23  | Alexander Albon  | Williams-Mercedes            | 1.42,899 | 1.42,840 | 1.42,859 | 9    |
| 11                 | 50  | Oliver Bearman   | Haas-Ferrari                 | 1.43,471 | 1.42,968 | N/A      | 10   |
| 12                 | 22  | Yuki Tsunoda     | RB-Honda RBPT                | 1.43,337 | 1.43,035 | N/A      | 11   |
| 13                 | 27  | Nico Hülkenberg  | Haas-Ferrari                 | 1.43,101 | 1.43,191 | N/A      | 12   |
| 14                 | 18  | Lance Stroll     | Aston Martin Aramco-Mercedes | 1.43,370 | 1.43,404 | N/A      | 13   |
| 15                 | 3   | Daniel Ricciardo | RB-Honda RBPT                | 1.43,547 | N/A      | N/A      | 14   |
| 16                 | 4   | Lando Norris     | McLaren-Mercedes             | 1.43,609 | N/A      | N/A      | 15   |
| 17                 | 77  | Valtteri Bottas  | Kick Sauber-Ferrari          | 1.43,618 | N/A      | N/A      | 16   |
| 18                 | 24  | Zhou Guanyu      | Kick Sauber-Ferrari          | 1.44,246 | N/A      | N/A      | 172  |
| 19                 | 31  | Esteban Ocon     | Alpine-Renault               | 1.44,504 | N/A      | N/A      | PL3  |
| DSQ                | 10  | Pierre Gasly     | Alpine-Renault               | 1.43,088 | 1.43,179 | N/A      | 184  |
| 107%-tid: 1.49,969 |     |                  |                              |          |          |          |      |
| Kilde:             |     |                  |                              |          |          |          |      |

Noter:
↑1 - Lewis Hamilton kvalificerede sig på 7. pladsen, men måtte starte fra pitlane efter at have skiftet dele af sin motor under parc fermé.
↑2 - Zhou Guanyu måtte starte bagerst efter at have skiftet dele af sin motor.
↑3 - Esteban Ocon kvalificerede sig på 19. pladsen, men måtte starte fra pitlane efter at have skiftet dele af sin motor under parc fermé.
↑4 - Pierre Gasly kvalificerede sig på 13. pladsen, men blev diskvalificeret efter at det blev vurderet, at brændstofstilførelsen i bilen ikke mødte de tekniske regulationer.

## Resultat
| Pos.                                                            | Nr. | Kører            | Konstruktør                  | Omgange | Tid/Udgået  | Startpos. | Point |
| --------------------------------------------------------------- | --- | ---------------- | ---------------------------- | ------- | ----------- | --------- | ----- |
| 1                                                               | 81  | Oscar Piastri    | McLaren-Mercedes             | 51      | 1:32.58,007 | 2         | 25    |
| 2                                                               | 16  | Charles Leclerc  | Ferrari                      | 51      | +10,910     | 1         | 18    |
| 3                                                               | 63  | George Russell   | Mercedes                     | 51      | +31,328     | 5         | 15    |
| 4                                                               | 4   | Lando Norris     | McLaren-Mercedes             | 51      | +36,143     | 15        | 131   |
| 5                                                               | 1   | Max Verstappen   | Red Bull Racing-Honda RBPT   | 51      | +1.17,098   | 6         | 10    |
| 6                                                               | 14  | Fernando Alonso  | Aston Martin Aramco-Mercedes | 51      | +1.25,468   | 7         | 8     |
| 7                                                               | 23  | Alexander Albon  | Williams-Mercedes            | 51      | +1.27,396   | 9         | 6     |
| 8                                                               | 43  | Franco Colapinto | Williams-Mercedes            | 51      | +1.29,541   | 8         | 4     |
| 9                                                               | 44  | Lewis Hamilton   | Mercedes                     | 51      | +1.32,396   | PL        | 2     |
| 10                                                              | 50  | Oliver Bearman   | Haas-Ferrari                 | 51      | +1.33,127   | 10        | 1     |
| 11                                                              | 27  | Nico Hülkenberg  | Haas-Ferrari                 | 51      | +1.33,465   | 12        |       |
| 12                                                              | 10  | Pierre Gasly     | Alpine-Renault               | 51      | +1.57,189   | 18        |       |
| 13                                                              | 3   | Daniel Ricciardo | RB-Honda RBPT                | 51      | +2.26,907   | 14        |       |
| 14                                                              | 24  | Zhou Guanyu      | Kick Sauber-Ferrari          | 51      | +2.28,841   | 17        |       |
| 15                                                              | 31  | Esteban Ocon     | Alpine-Renault               | 50      | +1 omgang   | PL        |       |
| 16                                                              | 77  | Valtteri Bottas  | Kick Sauber-Ferrari          | 50      | +1 omgang   | 16        |       |
| 172                                                             | 11  | Sergio Pérez     | Red Bull Racing-Honda RBPT   | 49      | Sammenstød  | 4         |       |
| 182                                                             | 55  | Carlos Sainz Jr. | Ferrari                      | 49      | Sammenstød  | 3         |       |
| 192                                                             | 18  | Lance Stroll     | Aston Martin Aramco-Mercedes | 45      | Bremser     | 13        |       |
| Ret                                                             | 22  | Yuki Tsunoda     | RB-Honda RBPT                | 14      | Sammenstød  | 11        |       |
| Hurtigste omgang: Lando Norris (McLaren) - 1.45,255 (omgang 42) |     |                  |                              |         |             |           |       |
| Kilde:                                                          |     |                  |                              |         |             |           |       |

Noter:
↑1 - Inkluderer point for hurtigste omgang.
↑2 - Sergio Pérez, Carlos Sainz Jr. og Lance Stroll udgik af ræset, men blev klassificeret som færdiggjort, i det at de havde kørt mere end 90% af ræsdistancen.

## Stilling i mesterskaberne efter løbet
| Pos. | Kører            | Point |
| ---- | ---------------- | ----- |
| 1    | Max Verstappen   | 313   |
| 2    | Lando Norris     | 254   |
| 3    | Charles Leclerc  | 235   |
| 4    | Oscar Piastri    | 222   |
| 5    | Carlos Sainz Jr. | 184   |

| Pos. | Konstruktør           | Point |
| ---- | --------------------- | ----- |
| 1    | McLaren-Mercedes      | 476   |
| 2    | Red Bull-Honda RBPT   | 456   |
| 3    | Ferrari               | 425   |
| 4    | Mercedes              | 309   |
| 5    | Aston Martin-Mercedes | 82    |